# ماشا والدب
ماشا والدب (الروسية: Ма́ша и Медве́дь) هو مسلسل رسوم متحركة روسي بدأ عرضه في يناير 2009 في روسيا وعلى سبيستون في مارس عام 2015 وأيضا على قناة سبيستون في يوتيوب بدأ من 20 أبريل عام 2015 وأيضا في الموسم الرابع و الخامس تم التقديم مدبلج من إيمدج برودكشن هاوس ويعتبر هذا المسلسل من أشهر مسلسلات الرسوم المتحركة حيث حقق 320 مليون مشاهد حول العالم وبدأ عرضه على خدمة نيت فليكس "Netflix" .

## القصة
يتحدث المسلسل عن بنت صغيرة تدعى ماشا تعيش مع دب وتسميه سيد الدب يخوضون مغامرات ومواقف مختلفة، وتشاركهم أحيانا داشا ابنة عم ماشا والسيد أرنوب ويتألف المسلسل من 52 حلقة.

## الدبلجة العربية
دُبلج المسلسل في مركز الزهرة، وعرض على قناة سبيستون في أبريل عام 2015 م وعلى قناة سبيستون على اليوتيوب في 20 أبريل عام 2015 متدبلج الموسم الرابع والخامس من إيمدج برودكشن هاوس.

## الحلقات والمواسم

### الحلقات
يتألف المسلسل من 88 حلقة مقسمة على 12 موسما

### المواسم
- موسم 1960
- : 5 حلقات
- موسم 2010 : 7 حلقات
- موسم 2011 : 8 حلقات
- موسم 2012 : 8 حلقات
- موسم 2013 : 9 حلقات
- موسم 2014 : 9 حلقات
- موسم 2015 : 5 حلقات حتى الآن

## أصوات

### النسخة الروسية والأصلية
بوريس كوتنيفيتش - الدب
ألينا ككوشكنا - ماشا (الصوت الأول)
إليزه فيشر - ماشا (الصوت الثاني)
قزيل نييتو - ماشا (الصوت الثالث)
كيتلين ماكورميك - ماشا (الصوت الرابع)
ريبيكا بلوم - ماشا (الصوت الخامس)
ليفانا سولومان - ماشا (الصوت السادس والأخير)
مارك كوتنيفيتش - الباندا صديق الدب
أنجيليكا كيمي
إدوارد نازاروف

### النسخة العربية (مركز الزهرة)
منيرة المولوي - ماشا (الصوت الأول)
ليان بوحطب - ماشا (الصوت الثاني)
النسخة العربية ( إيمدج برودكشن هاوس)
ماشا - ميرفا الرفاعي

## روابط خارجية
- ماشا والدب على موقع IMDb (الإنجليزية)
- ماشا والدب على موقع نتفليكس (الإنجليزية)
- ماشا والدب على موقع كينوبويسك (الروسية)
- ماشا والدب على موقع ألو سيني (الفرنسية)
- ماشا والدب على موقع قاعدة بيانات الفيلم (الإنجليزية)